# Convolvulus caput-medusae
Convolvulus caput-medusae Lowe, conocido como chaparro, es una especie de arbusto perenne perteneciente a la familia Convolvulaceae originaria de la Macaronesia.

## Descripción
Arbusto leñoso, achaparrado de hasta 60 cm, con ramas cortas de color grisáceo, duras o terminadas en espinas rígidas y leñosas. Suelen encontrarse enterradas en la arena. Hojas enteras, de lanceoladas a espatuladas, alternas, carnosas, verde-grisáceas y densamente pelosas. Flores solitarias en las axilas foliares, pequeñas, con corola blanca o algo rosada. Frutos capsulares globosos y pelosos.

## Distribución y hábitat
Es endémica de las islas de Gran Canaria y Fuerteventura, en el archipiélago de Canarias ―España―.
En Gran Canaria se encuentra en su zona suroriental, mientras que en Fuerteventura aparece en el sur, oeste y noroeste de la isla.
Habita en zonas costeras habitualmente cubiertas por arenas calcáreas barridas por el viento, aunque en ocasiones puede adentrarse en el interior de arenales o en llanos arenoso-pedregosos, por debajo de los 100 metros. Participa en comunidades psamófilas donde comparte territorio con Polycarpaea nivea o Heliotropium bacciferum del cinturón halófilo costero junto a Lotus arinagensis, Astydamia latifolia o Tetraena fontanesii, y en zonas ruderales y nitrófilas, donde destaca la presencia de Launaea arborescens, Salsola vermiculata y Bassia tomentosa. Esta especie junto a Atractylis preauxiana y Herniaria fontanesii caracteriza la comunidad vegetal más xérica de Gran Canaria.

## Taxonomía
Convolvulus caput-medusae fue descrita por Richard Thomas Lowe y publicada en Annals and Magazine of Natural History en 1860.
Etimología
Convolvulus: nombre genérico que procede del latín convolvere, que significa 'enredar'.
caput-medusae: epíteto latino proveniente de caput, cabeza, y medusa, por el monstruo mitológico, haciendo referencia a tal apariencia.

## Estado de conservación
A pesar de contar con grandes efectivos poblacionales, se encuentra en peligro debido principalmente a la enorme presión antrópica que se está ejerciendo sobre su hábitat, así como la predación de las semillas por parte de larvas o herbívoros, y el pisoteo.
Se encuentra protegida al incluirse en el Catálogo Nacional de Especies Amenazadas bajo la categoría de «régimen de protección especial», en los anexos II y IV de la Directiva Hábitats, en el anejo I del Convenio de Berna, y como vulnerable en el Catálogo Canario de Especies Protegidas.

## Nombres comunes
Se conoce popularmente como chaparro.